# 大湳 (臺中市)
大湳，是臺灣臺中市豐原區的一個傳統地域名稱，位於該區西北部。相較於今日行政區，其範圍大致包括大湳里、北湳里、東湳里不含最北部邊界地帶、西湳里不含最北部邊界地帶及最西端凸出部分、豐洲里東北部大甲溪南岸地帶。
2018年臺中世界花卉博覽會三大場地之一的豐原葫蘆墩公園東半部位於本地區。

## 歷史
台灣清治末期，大湳地區為一街庄，稱為「大湳庄」，隸屬於捒東上堡。該庄北隔大甲溪與舊社庄、墩仔腳庄、牛稠坑庄為界，東與朴仔口庄、翁仔社庄為鄰，南邊為葫蘆墩街、圳藔庄，西邊為下溪洲庄。
1901年（日明治三十四年）11月，全台廢縣廳改設二十廳，該庄隸屬於臺中廳。1903年（明治三十六年）6月，該庄編入「葫蘆墩區」，仍隸屬於臺中廳。1909年（明治四十二年）10月，全台二十廳合併為十二廳，葫蘆墩區隸屬不變。1920年（大正九年），全台地方制度大改正，該庄改制為「大湳」大字，隸屬於臺中州豐原郡豐原街。
戰後豐原街改制為豐原鎮，隸屬於臺中縣，大字亦改制為里。1950年10月，中、彰、投分治，豐原鎮隸屬不變。1976年，豐原鎮因人口超過十萬人而改制為縣轄豐原市。2010年12月，隨著臺中縣、市合併為直轄臺中市，豐原市改制為豐原區。

## 聚落
本地區發展較早的大湳聚落是當地平埔族群之一噶哈巫族，在日治期初期的官方地圖上已有記載。此外，本地區尚有溪底、樹林、頂角潭、德發新村、北雙聯埔、南雙聯埔、怡園新村、大牛埔、公路新村等聚落。

## 交通
台鐵山線大致以北北西—南南東走向經過大湳地區東北部凸出部分，再轉東北—西南走向經過本地區東南部邊界外不遠處。境內未設站，北側最近的是后里車站，屬三等站，主要停靠區間車，自強號每日僅雙向各停靠一個車次；南側最近的是豐原車站，屬一等站，停靠大部分的普悠瑪號、自強號列車及其餘各級全部列車。由此等可前往台鐵沿線各站。其中后里車站是中部區間車主要折返點之一。
省道台13線（三豐路、三豐路一段、圓環北路一段）是香山內湖至豐原的幹道，其中尖山至豐原路段俗稱「尖豐公路」，大致以北偏東—南偏西走向轉西北—東南走向再轉東北—西南走向再轉東偏北—西偏南走向貫穿本地區中部。由該道路向北偏東可前往后里、三義、銅鑼、苗栗等地，向西偏南可繞行豐原市區西側外環道並止於市中心西南側的省道台3線路口。
區道中72線（豐洲路）是牛糞崎至豐原的道路，大致以西北—東南走向轉北北西—南南東走向經過本地區西南部邊界地帶一小部分。由該道路向西北可前往下溪洲西部的下寮並止於區道中74線路口，向南南東可前往圳寮東端並止於省道台13線路口。
區道中74線（東洲路、三豐路967巷）是北莊至豐原大橋的道路，其東側端點位於本地區豐原大橋橋頭的省道台13線路口。由此向西南西蜿蜒而行，出境後可前往下溪洲、北庄並止於區道中78線路口。
區道中80線（三豐路566巷）是大湳至朴子口的道路，其西側端點位於本地區中部偏南的省道台13線路口。由此向東北東蜿蜒而行，出境後可前往朴子口並止於省道台3線路口。
區道中81線（東洲路）是四股至豐原的道路，其南側端點位於本地區西南部邊界地帶的區道中72線（豐洲路）路口。由此向北偏西沿本地區西部邊界蜿蜒而行，出境後可前往下溪洲東北部的四股聚落並止於區道中74線路口。

## 學校
- 豐原國中
- 葫蘆墩國小

## 景點
- 葫蘆墩公園（東半部）

## 廟宇
- 六合福德祠（土地祠）